# Лајма (Њујорк)
Лајма (енгл. Lima) град је у америчкој савезној држави Њујорк.

## Демографија
По попису из 2010. године број становника је 2.139, што је 320 (-13,0%) становника мање него 2000. године.
| Група             | 2000.         | 2010.         |
| Белци             | 2.324 (94,5%) | 2.010 (94,0%) |
| Афроамериканци    | 36 (1,5%)     | 13 (0,6%)     |
| Азијати           | 18 (0,7%)     | 34 (1,6%)     |
| Хиспаноамериканци | 42 (1,7%)     | 53 (2,5%)     |
| Укупно            | 2.459         | 2.139         |